# Otto Suhr

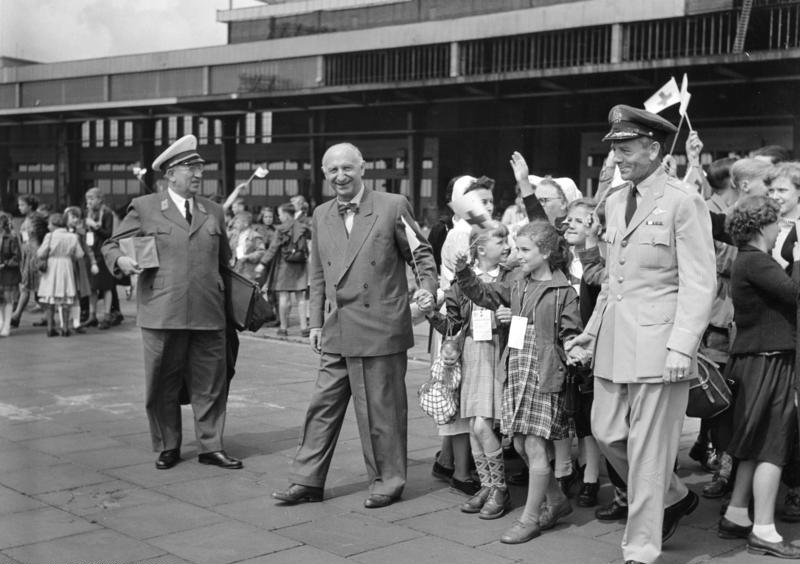
Otto Suhr (pośrodku), 1955

Otto Suhr (ur. 17 sierpnia 1894 w Oldenburgu, zm. 30 sierpnia 1957 w Berlinie) – niemiecki polityk socjaldemokratyczny, burmistrz Berlina Zachodniego w latach 1955–1957.

## Życiorys
Gdy Otto Suhr miał dziewięć lat jego rodzina przeniosła się do Osnabrück, a kolejne cztery lata później do Lipska, gdzie studiował ekonomię, historię i dziennikarstwo na tamtejszym uniwersytecie. Edukację na kolejne pięć lat przerwał mu wybuch I wojny światowej i powołanie do wojska.
Suhr należał do Socjaldemokratycznej Partii Niemiec, a od 1922 roku pracował jako sekretarz Ogólnoniemieckiej Federacji Związków Zawodowych (Allgemeiner Deutscher Gewerkschaftsbund). W 1923 roku doktoryzował się, od 1925 roku wykładał ekonomię na Uniwersytecie w Jenie. W 1926 roku wszedł do władz Powszechnego Wolnego Związku Pracowników Umysłowych (Allgemeiner freier Angestelltenbund). W latach 1933–1935 był dziennikarzem tygodnika Blick in die Zeit, a od 1935 roku w redakcji Frankfurter Zeitung. Przez cały czas utrzymywał kontakt z antyhitlerowskim ruchem oporu, przez co kilkukrotnie był przesłuchiwany przez Gestapo.

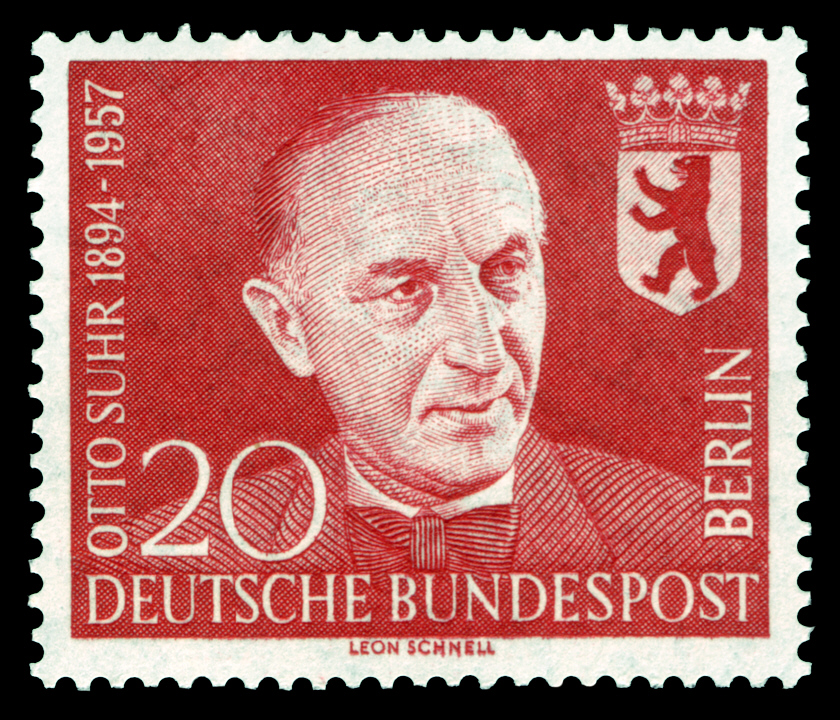
Znaczek pocztowy z podobizną Suhra (1958)

Po II wojnie światowej odgrywał znaczną rolę w reorganizowaniu berlińskiej SPD. Od 1946 roku był przewodniczącym Zgromadzenia Radnych Miejskich (Stadtverordnetenversammlung), a w latach 1951–1954 jej sukcesorki Izby Deputowanych. W 1948 roku był uczestnikiem Konwencji Konstytucyjnej w Herrenchiemsee i członkiem Rady Parlamentarnej (Rat Parlamentarischer). Rok później wybrany do Bundestagu, mandat sprawował do 1952 roku.
Wykładał jako profesor honorowy na Wolnym Uniwersytecie Berlina i przyczynił się do reaktywowania Wyższej Szkoły Nauk Politycznych (Deutsche Hochschule für Politik), którą kierował od 1948 do 1955 roku. W 1958 szkoła została włączona do Wolnego Uniwersytetu jako Instytut Politologii im. Otto Suhra.
W 1955 roku wybrany burmistrzem Berlina Zachodniego, urząd sprawował do swojej śmierci w 1957 roku. Suhr zmarł na białaczkę, pochowany jest na cmentarzu leśnym Zehlendorf w Nikolassee.

## Odznaczenia i upamiętnienie
W 1954 roku otrzymał Wielki Krzyż Zasługi Republiki Federalnej Niemiec.
Oprócz Instytutu Politologii im. Otto Suhra, upamiętniono go ulicami w rodzinnym Oldenburgu (Otto-Suhr-Strasse) i w berlińskiej dzielnicy Charlottenburg-Wilmersdorf (Otto-Suhr-Allee).